# Antonio Helguera
Antonio Helguera Martínez (Ciudad de México, 8 de noviembre de 1965-Ibidem, 25 de junio de 2021)⁣ más conocido como Helguera, fue un caricaturista mexicano. Su trabajo se caracterizaba por una crítica mordaz de la clase política eclesiástica y empresarial mexicana. Trabajó como caricaturista político en el diario La Jornada y en la revista Proceso. De 2018 a 2021, fue conductor del programa de análisis y sátira política El Chamuco TV.

## Biografía

### Formación académica
Antonio Helguera estudió grabado en la Escuela Nacional de Pintura, Escultura y Grabado "La Esmeralda".

### Carrera
En 1983, empezó su carrera como dibujante político en el diario El Día. Continuó este trabajo en La Jornada —donde publicó hasta su muerte— con Carlos Payán, y también en Siempre!. Más adelante, también colaboró en El Chahuistle y El Chamuco, revistas de las cuales también fue coeditor.
En 1994, participó como coautor (junto a Rafael Barajas Durán el Fisgón) de la tragicomedia El sexenio ya no me da risa, sobre el sexenio de Carlos Salinas de Gortari. También fue coautor, junto a Magú, de El Tataranieto del Ahuizote, una compilación de caricaturas de moneros de La Jornada.
En 1996 y 2002, recibió el Premio Nacional de Periodismo. En el 2000, con Rafael Barajas y José Hernández, publicó el libro El sexenio me da pena. También se desempeñó como conductor del programa de televisión El Chamuco TV, producido por Canal 22, Canal Once y TV UNAM.

### Fallecimiento
Antonio Helguera falleció a causa de un infarto, el día 25 de junio del 2021. Entre las muestras de afecto que se manifestaron tras su fallecimiento, el caricaturista Rafael Pineda «Rapé» señaló que fue «un maestro renacentista en pleno siglo xx». Por su parte, Andrés Manuel López Obrador escribió un tweet donde lamentaba la muerte del artista:
Me dolió muchísimo enterarme de la muerte de Antonio Helguera. No es un lugar común afirmar que es una pérdida irreparable; deja un vacío imposible de llenar: no solo era un buen ciudadano, sino un hombre creativo y leal a las causas justas.

## Postura política
Desde los inicios de su carrera, la obra de Helguera se caracterizó por ahondar, a través la caricatura, en la política mexicana e internacional. 
Rius volvió a llevar la caricatura a la crítica. A partir de entonces empezó a haber libertad de expresión, sobre todo con Excélsior, de Julio Scherer García, después Proceso, Unomásuno, y más tarde con La Jornada, donde empezó a abrirse la crítica hacia los presidentes en la caricatura, pero superlimitada, el control de la prensa seguía siendo muy férreo, el sexenio de [Carlos] Salinas fue feroz, no podíamos publicar nada, había una presión constante sobre los medios para cuidar la imagen del presidente.
Era un caricaturista político abiertamente de izquierda y simpatizante del proyecto de Andrés Manuel López Obrador, por lo cual, su trabajo fue fuertemente criticado por personajes de ideología de derecha. 
He visto mucho un cuestionamiento hacia mí o a otros colegas con la misma línea de que ya no criticamos al poder. No, eso está mal. Seguimos criticando al poder, lo que pasa es que el poder, no nada más es el político, hay poder mediático, por supuesto económico, eclesiástico y muchas otras formas de poder. Mi trabajo sigue siendo crítico con lo mismo que era antes del gobierno de López Obrador: la derecha neoliberal básicamente y si alguien se toma la molestia de revisar mi trabajo desde hace 30 vería que esa es mi línea de trabajo.
 En una entrevista, Antonio Helguera definió la labor del caricaturista político como:
El trabajo de un reportero y de un caricaturista es distinto, la caricatura es un género de opinión, por lo tanto es subjetiva, es mi opinión personal. Yo milito con mis ideas, jamás he militado en un partido, mucho menos en Morena, no soy incondicional de nadie, de ninguna fuerza política, simpatizo con López Obrador, lo digo abiertamente, pero eso no quiere decir que milite para él, que apruebe todo lo que haga o sea un incondicional.

## Premios y reconocimientos
- Premio Nacional de Periodismo, 1996.[2]
- Premio Nacional de Periodismo, 2002, por su trabajo ¿Qué ver y qué no ver?, en el que hacía una crítica a la iglesia católica por sus escándalos por abusos sexuales.[2][14]
- Reconocimiento La Catrina, por la Feria Internacional del Libro de Guadalajara, 2017.
- Certamen Nacional de Periodismo 2021, categoría "Programa informativo y de humor político".[15]